# Discodoris
Discodoris là một chi sên biển, nhóm con sên biển mang trần thuộc nhánh Doridacea, là động vật thân mềm chân bụng không vỏ sống ở biển trong họ Discodorididae.

## Các loài
Các loài trong chi Discodoris bao gồm:
- Discodoris boholiensis Bergh, 1877
- Discodoris concinna Alder & Hancock, 1864
- Discodoris confusa Ballesteros, Llera & Ortea, 1985
- Discodoris edwardsi Vayssière, 1902
- Discodoris erubescens Bergh, 1884
- Discodoris evelinae Marcus, 1955
- Discodoris fragilis Alder & Hancock, 1864
- Discodoris ketos Ev. & Er. Marcus, 1967
- Discodoris lilacina Gould, 1852
- Discodoris maculosa Bergh, 1884
- Discodoris mauritiana Bergh, 1889
- Discodoris millegrana Alder & Hancock, 1854
- Discodoris palma Allan, 1933
- Discodoris patriziae Perrone, 1991
- Discodoris porri Vérany, 1846
- Discodoris punctifera Abraham, 1877
- Discodoris rosi Ortea, 1979
- Discodoris rubens Vayssière, 1919
- Discodoris schmeltziana Bergh, 1880
- Discodoris sordii Perrone, 1990
- Discodoris stellifera Ihering in Vayssière, 1904

Đồng nghĩa:
- Discodoris atromaculata là một đồng nghĩa của Peltodoris atromaculata
- Discodoris planata là một đồng nghĩa của Geitodoris planata
- Discodoris sandiegensis là một đồng nghĩa của Diaulula sandiegensis

## Hình ảnh

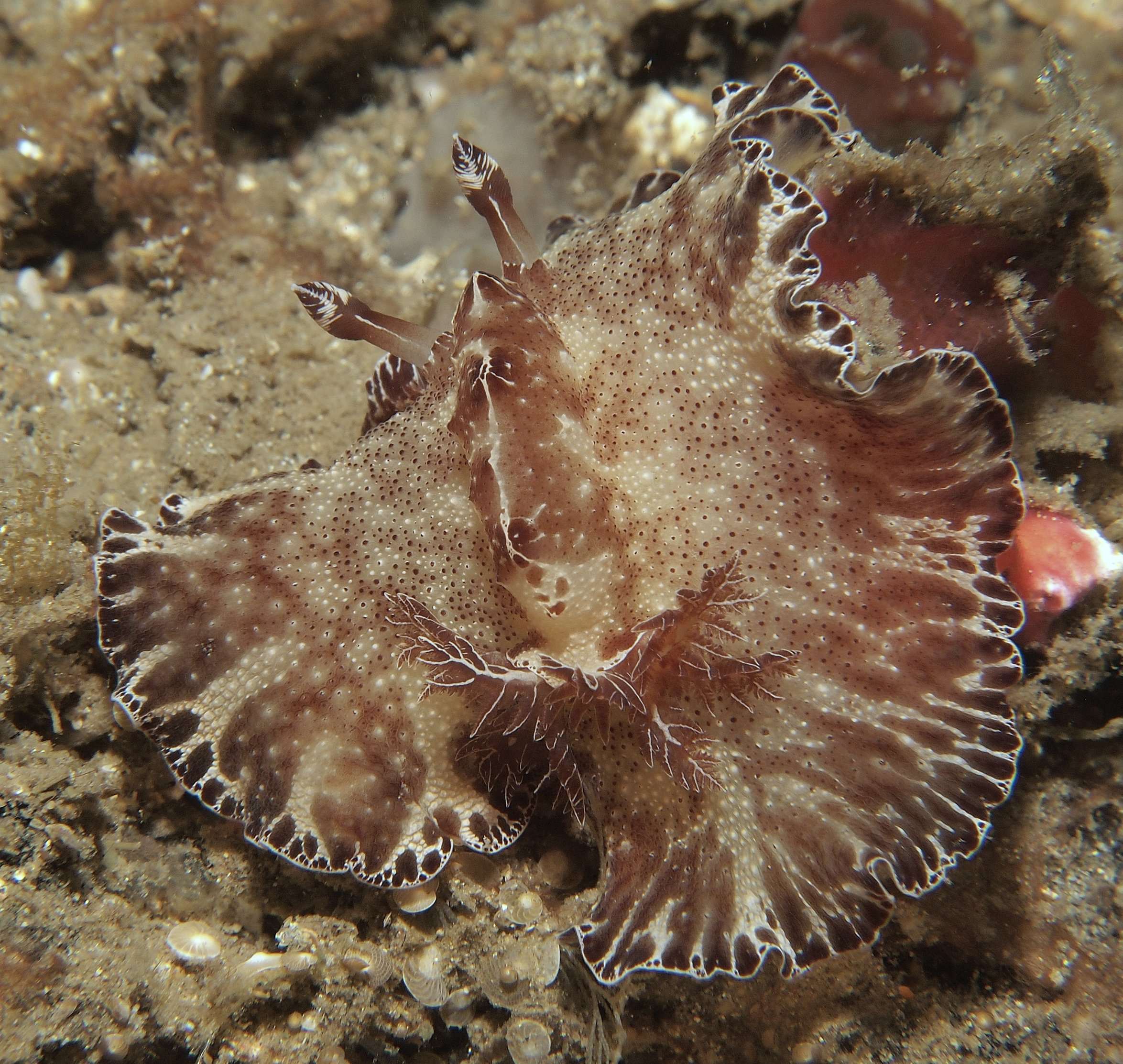
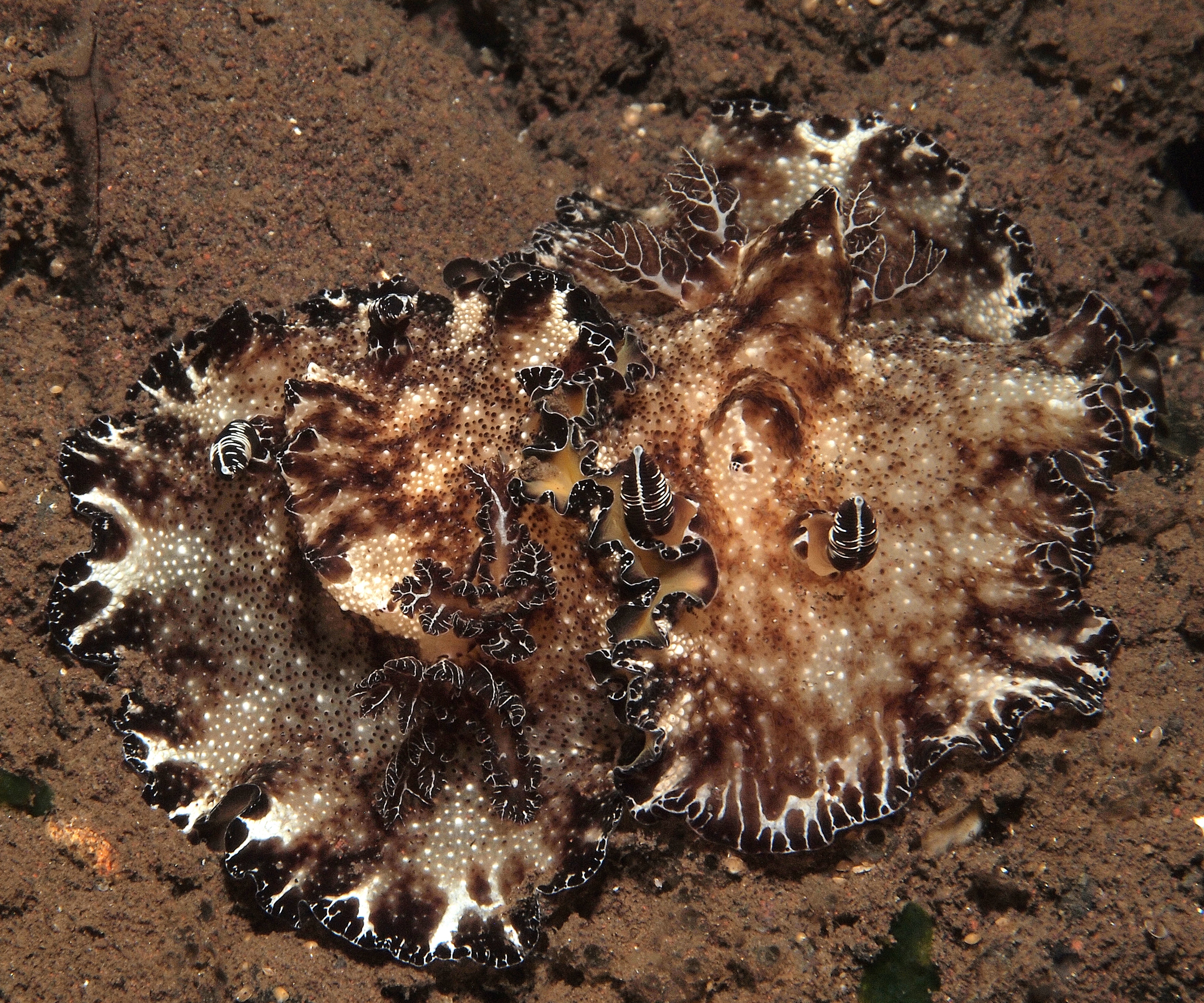
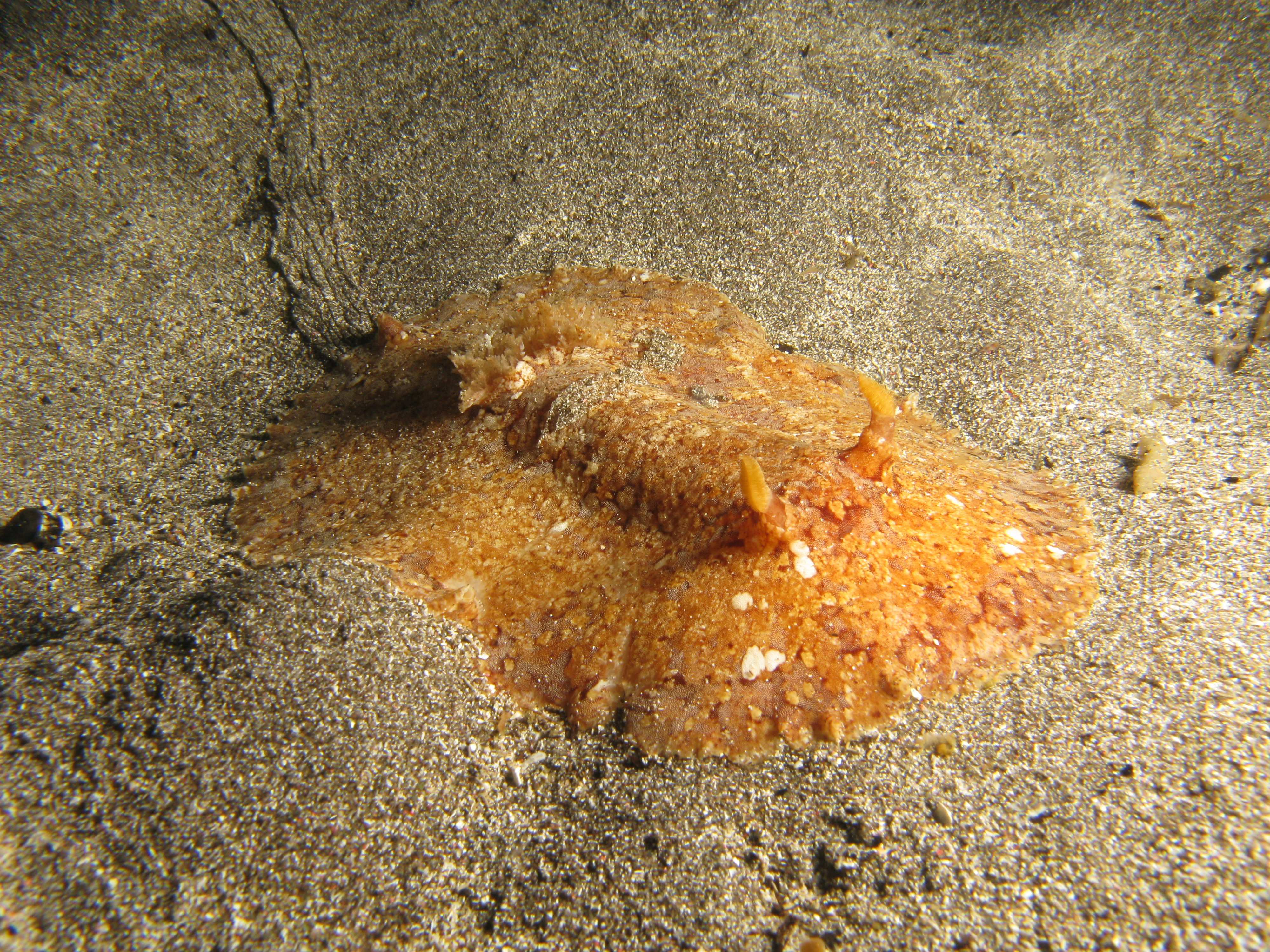
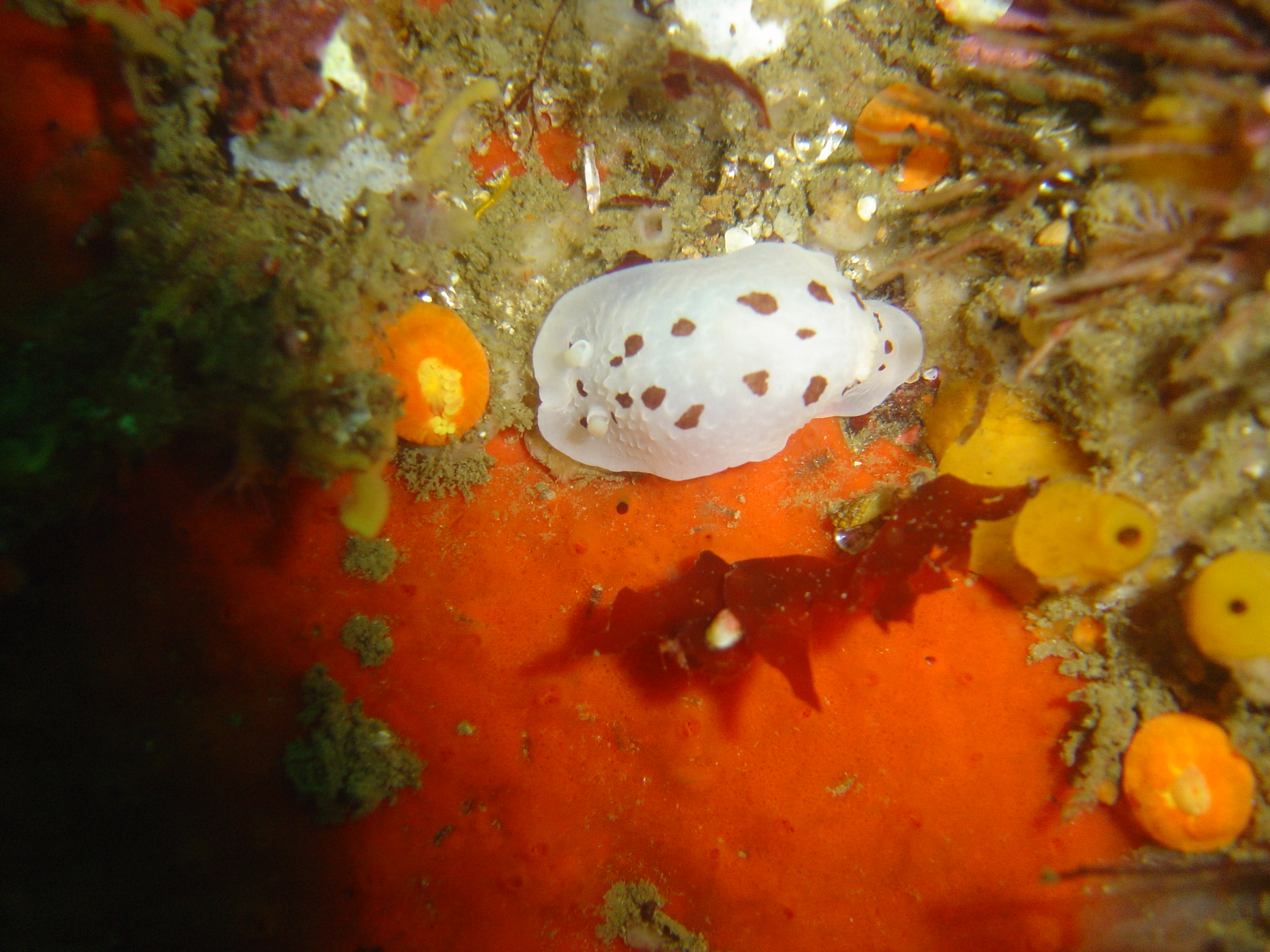